# Муйский район
Му́йский райо́н (бур. Муяын аймаг) — административно-территориальная единица и муниципальное образование (муниципальный район) в составе Республики Бурятия Российской Федерации.
Административный центр — посёлок городского типа Таксимо.

## География
Муйский район, приравненный к районам Крайнего Севера, расположен на крайнем северо-востоке Бурятии, к западу от реки Витим, в бассейне рек Муи, Муякана, Бамбуйки и др. На севере, по водоразделу Северо-Муйского хребта, район граничит с Иркутской областью; на востоке, по реке Витим — с Забайкальским краем. На юге горы Бабанты и восточная часть Южно-Муйского хребта отделяют район от Баунтовского эвенкийского района Бурятии. На западе Муйский район по узлу хребтов Муяканского, юго-восточной части Северо-Муйского и Делюн-Уранского примыкает к Северо-Байкальскому району. Низовья реки Муи занимают западную часть Муйско-Куандинской низменности, по которой проходит Байкало-Амурская магистраль (БАМ) и где расположены почти все населённые пункты района.

## История
Муйский район образован 23 октября 1989 года за счёт выделения северной территории Баунтовского и восточной территории Северо-Байкальского районов указом Президиума Верховного Совета РСФСР от 23 октября 1989 года и постановлением Президиума Верховного Совета Бурятской АССР от 20 июля 1989 года.
20 июля 1989 в Муйский район были переданы: рабочий посёлок Таксимо из Баунтовского района, а рабочие посёлки Северомуйск и Тоннельный — из Северо-Байкальского района.

## Население
| 1990    | 1991    | 1992    | 1993    | 1994    | 1995    | 1996    | 1997    | 1998    |
| ------- | ------- | ------- | ------- | ------- | ------- | ------- | ------- | ------- |
| 28 700  | ↘28 200 | ↘26 100 | ↘23 600 | ↘22 600 | ↘21 800 | ↘21 500 | ↘20 800 | ↘19 800 |
| 1999    | 2000    | 2001    | 2002    | 2003    | 2004    | 2005    | 2006    | 2007    |
| ↘18 900 | ↘18 100 | ↘17 700 | ↘16 627 | ↘16 600 | ↘16 100 | ↘15 900 | ↘15 700 | ↘15 300 |
| 2008    | 2009    | 2010    | 2011    | 2012    | 2013    | 2014    | 2015    | 2016    |
| ↘14 600 | ↘13 800 | ↘13 142 | ↘13 080 | ↘12 834 | ↘11 869 | ↘11 218 | ↘10 802 | ↘10 489 |
| 2017    | 2018    | 2019    | 2020    | 2021    | 2023    | 2024    |         |         |
| ↘10 264 | ↘9912   | ↘9643   | ↘9548   | ↘8970   | ↘8744   | ↘8570   |         |         |

Согласно прогнозу Минэкономразвития России, численность населения будет составлять:
- 2024 — 9,01 тыс. чел.
- 2035 — 6,95 тыс. чел.

### Урбанизация
В городских условиях (пгт Северомуйск и пгт Таксимо) проживают 93.7 % населения района.

## Национальный состав
| № |          | 2010 год       | 2021 год      |
| - | -------- | -------------- | ------------- |
| 1 | Русские  | 10842 (84,29%) | 7934 (89,71%) |
| 2 | Буряты   | 739 (5,74 %)   | 437 (4,94%)   |
| 3 | Украинцы | 458 (3,56%)    | 103 (1,16%)   |
|   | другие   | 833 (6,41 %)   | 373 (4,19%)   |
|   | всего    | 12862 (100 %)  | 8847 (100%)   |

## Территориальное устройство
Муйский район разделён на следующие административно-территориальные единицы: 2 посёлка городского типа и 2 сельсовета.
Муниципальный район включает 3 муниципальных образования, в том числе 2 городских и 1 сельское поселение. Им соответствуют 2 пгт и 2 сельсовета.
| №        | Муниципальное образование      | Административный центр | Количество населённых пунктов | Население (чел.) | Площадь (км²) | Административно- территориальная единица |
| -------- | ------------------------------ | ---------------------- | ----------------------------- | ---------------- | ------------- | ---------------------------------------- |
| 1e-06    | Городские поселения            |                        |                               |                  |               |                                          |
| 1        | посёлок Таксимо                | пгт Таксимо            | 3                             | ↘7314            | 109,46        | пгт Таксимо, Бамбуйский сельсовет        |
| 2        | Северомуйское                  | пгт Северомуйск        | 1                             | ↗890             | 30,72         | пгт Северомуйск                          |
| 2.000002 | Сельское поселение             |                        |                               |                  |               |                                          |
| 3        | Муйская сельская администрация | посёлок Усть-Муя       | 4                             | ↘366             | 749,00        | Муйский сельсовет                        |

## Населённые пункты
В Муйском районе 6 населённых пунктов.
| № | Населённый пункт | Тип     | Население | Муниципальное образование      | Административно- территориальная единица |
| - | ---------------- | ------- | --------- | ------------------------------ | ---------------------------------------- |
| 1 | Баргалино        | посёлок | ↘3        | Муйская сельская администрация | Муйский сельсовет                        |
| 2 | Иракинда         | посёлок | ↗651      | посёлок Таксимо                | Бамбуйский сельсовет                     |
| 3 | Муя              | посёлок | ↘184      | Муйская сельская администрация | Муйский сельсовет                        |
| 4 | Северомуйск      | пгт     | ↗890      | Северомуйское                  | пгт Северомуйск                          |
| 5 | Таксимо          | пгт     | ↘7140     | посёлок Таксимо                | пгт Таксимо                              |
| 6 | Усть-Муя         | посёлок | ↘632      | Муйская сельская администрация | Муйский сельсовет                        |

Упразднённые населённые пункты
- В 2004 году пгт Тоннельный был преобразован в сельский населённый пункт (посёлок), а в 2009 году упразднён.
- 2024 год - посёлки Бамбуйка и Витим.

## Экономика
Перспективы района связаны с освоением минерально-сырьевых ресурсов.
В районе имеются:
- месторождение для производства цемента (запасы по известнякам составляют 150,5 млн тонн, алевролитам — 57,5 млн тонн);
- месторождения хризотил-асбеста (среднее содержание асбеста в руде составляет 6,9 %);
- месторождение строительного камня (габбро-диориты) (добывается щебень для балластного слоя железнодорожного пути);
- месторождение доломитовых мраморов;
- месторождения нефрита;
- месторождения глин (пригодны для изготовления обыкновенного глинистого кирпича).

## Транспорт

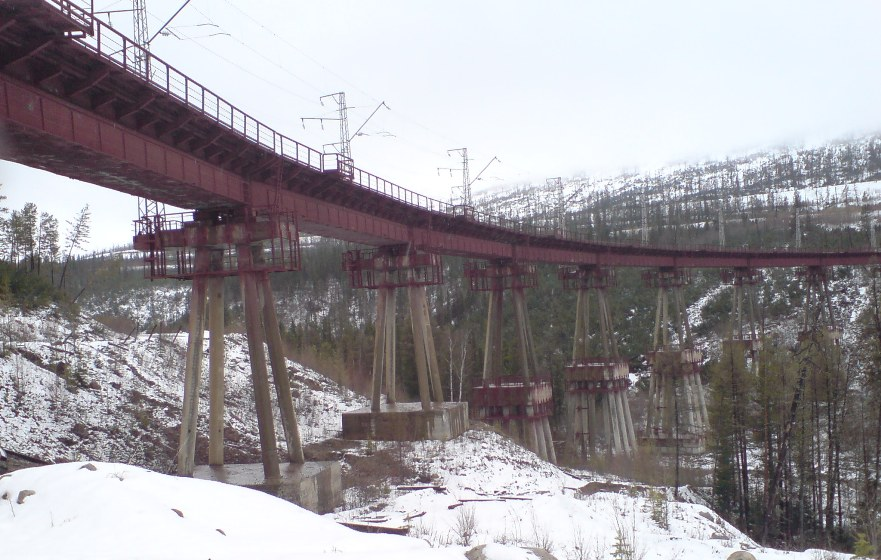
Мост на трассе БАМа в Муйском районе

В Муйском районе перевозки пассажиров осуществляются воздушным, автомобильным, железнодорожным и водным транспортом. Железные дороги района представлены сетью железных дорог общего пользования и промышленным железнодорожным транспортом. По территории района проходит Байкало-Амурская магистраль.

## Достопримечательности
- Источники минеральных вод в районах рек Верхней Ангары, Ангаракана, Муи.
- Парамский порог на реке Витим.
- Высшая точка Южно-Муйского хребта гора Спартак (пик Муйский гигант). Это вторая по высоте вершина Забайкалья — 3067 м.

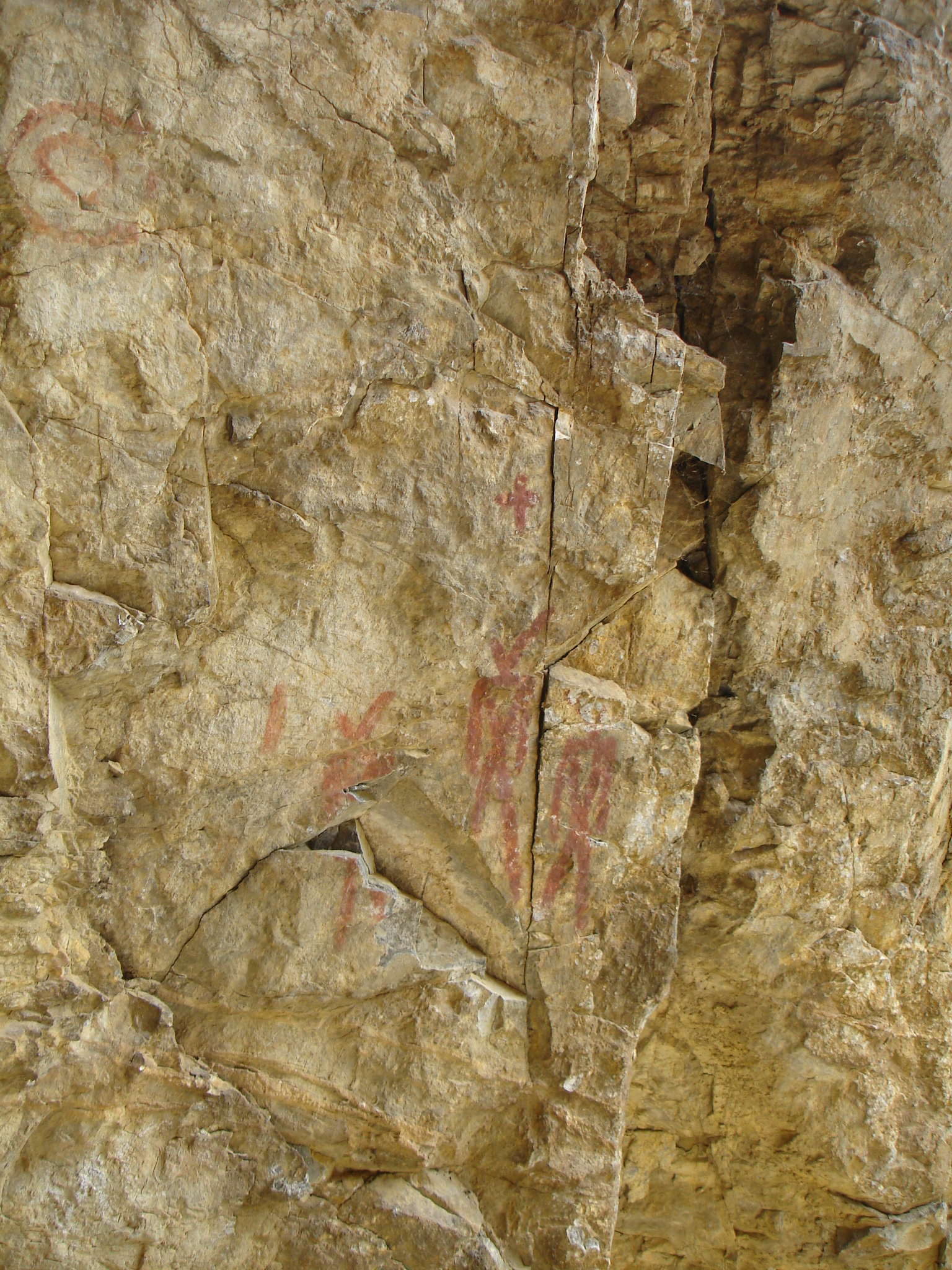
Петроглифы бронзового века

- Петроглифы бронзового векаПещера Иркутская — ритуальная пещера древних таежных племен, предков эвенков. Расположена в 18 км к северо-западу от п. Таксимо, в полутора километрах от автодороги Таксимо-Бодайбо на правом крутом, около 35гр., берегу р. Аикта. На стенах привходового грота пещеры изображены петроглифы бронзового века, среди которых — три рогатых шамана. Эти писаницы своеобразны и не имеют аналогов в Восточной Сибири.
- Плато Золотое на Северо-Муйском хребте — плато в 30 км от посёлка Таксимо по автодороге Таксимо-Бодайбо. Находится на отметке выше 2000 м. На плато имеются пещеры, предположительно, глубиною до 700 м. Одна из них была открыта русско-французской экспедицией спелеоклуба «Арабика» в 1994 г.
- Усть-Бамбуйка и Усть-Тулдунь — неолитические стоянки эпохи раннего железного века и неолита.